# Lucya
Lucya  es un género de plantas con flores perteneciente a la familia de las rubiáceas. Incluye una sola especie: Lucya tetrandra (L.) K.Schum. in H.G.A.Engler & K.A.E.Prantl (1891).
Es nativo de Caribe.